# Матч ТВ
«Матч ТВ» (стилизованное написание — «Матч!») — общероссийский федеральный спортивный телеканал, который начал вещание 1 ноября 2015 года. Вещает круглосуточно из Москвы, из телецентра «Останкино» (АСК-3). Был создан по предложению председателя правления ПАО «Газпром» Алексея Миллера и в соответствии с поручениями и Указом президента России Владимира Путина на базе спортивной редакции АО «Газпром-Медиа», технического оснащения АНО «Спортивное вещание» (бренд «Панорама») и частот телеканала «Россия-2» (ВГТРК). Оператором телеканала является ООО «Национальный спортивный телеканал».

## История

### Создание

Логотип телеканала с 1 ноября 2015 по 31 октября 2019 года

17 апреля 2015 года медиахолдинг РБК опубликовал первоначально официально не подтверждённую информацию о том, что телеканал «Россия-2» может быть передан холдингу «Газпром-Медиа» и на его базе «НТВ-Плюс» планирует создать полноценный спортивный телеканал. Через три дня, по сообщению агентства ТАСС, министр спорта Российской Федерации Виталий Мутко на пресс-конференции в Сочи выразил обеспокоенность по поводу отсутствия в России общедоступного спортивного телеканала. Он сообщил, что вопрос спортивного вещания планируется рассмотреть на Совете при президенте Российской Федерации по развитию физической культуры и спорта, но при этом отказался раскрыть какие-либо подробности готовящихся решений. Заседание Совета состоялось 2 июня 2015 года. В ходе него председатель правления холдинга «Газпром-Медиа» Дмитрий Чернышенко сообщил о создании нового специализированного общедоступного спортивного телеканала, формируемого на производственно-технологической базе ОАО «НТВ-Плюс» и АНО «Спортивное вещание», а также сети распространения телеканала «Россия-2». 5 июня 2015 года было образовано общество с ограниченной ответственностью «Национальный спортивный телеканал».
Согласно пункту 4 перечня поручений по итогам заседания Совета, подписанного президентом России 25 июня 2015 года, работы по созданию общероссийского обязательного общедоступного телеканала спортивной направленности завершились к 1 августа 2015 года. Новый телеканал получил наименование «Матч ТВ». По информации газеты «Ведомости», также озвученной спортивным комментатором Георгием Черданцевым, все сотрудники телеканала «Россия-2» могли перейти на работу в «Газпром-Медиа».
15 июля 2015 года Президент Российской Федерации Владимир Путин внёс изменения в указ «Об общероссийских обязательных общедоступных телерадиоканалах», согласно которому «Матч ТВ» заменил «Россию-2» в пункте 3 этого перечня, что соответствует месту телеканала в первом мультиплексе цифрового эфирного телевидения. 31 июля того же года была выпущена первая лицензия «Матч ТВ», куда были внесены все действовавшие на тот момент частоты «России-2» (926 аналоговых эфирных частот), которая временно, с 1 августа по 31 октября 2015 года, осуществляла своё вещание вместо «Матч ТВ» на всей сети его распространения — как в аналоговом, так и в цифровом телевидении.
Возглавили «Матч ТВ» известная телеведущая, продюсер, общественный деятель Тина Канделаки (генеральный продюсер) и бывшие генеральные директора телеканала «Домашний» Наталья Билан (креативный директор) и Наталия Короткова (программный директор). Назначение Канделаки было неоднозначно воспринято зрителями и сотрудниками редакции спортивных каналов «НТВ-Плюс» и вылилось в скандал между Канделаки и комментатором Василием Уткиным, который объявил 11 августа об отказе работать с новым директором, но через месяц передумал.
В начале октября работники филиалов АНО «Спортивное вещание» получили уведомления об увольнении в связи с «завершением уставной деятельности компании». Оборудование предприятия, которое использовалось на зимних Олимпийских играх 2014 года в Сочи, — 12 передвижных телевизионных станций, 7 передвижных станций спутниковой связи, две передвижные станции специальной техники, мобильная центральная аппаратная и многое другое — было передано «Матч ТВ» и регионам, но на канал перешла лишь часть сотрудников «Панорамы». Стоимость этого оборудования — 150 миллионов долларов США.

### Продвижение
Логотип нового телеканала в стиле советского конструктивизма был разработан студией Shandesign и представлен в середине сентября 2015 года. Он сразу же подвергся серьёзной критике со стороны дизайнеров. Логотип отображается в правом верхнем углу, в эфире все символы этой эмблемы каждые 7 секунд поочерёдно было цвет с красного на белый и наоборот, во время рекламы (и, скорее всего, анонсов тоже) логотип исчезал с экрана. Чаще всего логотип выключался через 0,5 секунды после начала рекламной заставки (в начале рекламы) и включался через столько же после её начала (в конце рекламы). В крайне редких случаях логотип выключался за 7 секунд до начала рекламного блока (а не заставки) и включался через столько-же после его окончания. 25 октября рэперы Баста и Смоки Мо записали музыкальный клип на песню «Финальный матч», ставшую гимном канала. Режиссёром ролика выступил Резо Гигинеишвили.
Было снято несколько промороликов с участием комментаторов «Матч ТВ» и нескольких десятков знаменитых спортсменов. 15 октября 2015 года в московском метро поступили в продажу единые проездные билеты на 60 поездок (общий тираж серии составил 1 200 000 штук), а также была размещена наружная реклама с изображением Алёны Заварзиной, Елены Исинбаевой, Александра Кержакова, Алины Кабаевой, Тимофея Мозгова и Татьяны Навки. Акция приурочена к запуску «Матч ТВ».
18 ноября «РБК» опубликовало расследование, согласно которому телеканалу удалось организовать рекламную кампанию в московском метро фактически бесплатно при том, что единственный рекламный оператор подземки с августа 2015 года уже лишён возможности размещать какую-либо рекламу. «Матч ТВ» на просьбу помочь в своей рекламной кампании удалось получить поддержку ГУП «Московский метрополитен», чьи сотрудники расклеивали стикеры. Другие рекламные агентства на аналогичную просьбу получали отказ, так как коммерческую рекламу должен распространять новый подрядчик, который ещё будет выбран на аукционе. Московский департамент транспорта заявил о том, что не считает стикеры «Матч ТВ» коммерческой рекламой, а доход метро от этой операции равен расходам. При этом по закону реклама, имеющая общественную значимость, обязана иметь герб Москвы и уточняющую надпись: «При поддержке правительства Москвы», которые на указанных стикерах отсутствуют. В случае, если указанная реклама всё-таки распространялась на условии общественной значимости, её стоимость составила бы 20 % от прайс-листа (5 млн руб. вместо 25,3 млн руб. в месяц).
29 октября в гостинице «Рэдиссон Ройал, Москва» состоялась официальная презентация телеканала для прессы и будущих зрителей.

### 2015—2020 годы: начало вещания
1 ноября 2015 года в 6:30 по московскому времени телеканал «Матч ТВ» начал работу. В этот день из-за траура по жертвам авиакатастрофы в Египте произошли изменения в сетке вещания, был отменён показ коммерческой рекламы. Самой первой прямой трансляцией телеканала «Матч ТВ» стал матч Единой лиги ВТБ ЦСКА — «Калев», который был показан в 13:00 мск. Первой хоккейной трансляцией на телеканале стал поединок между столичными командами «Динамо» и «Спартак», начавшийся четырьмя часами позднее. В интересах телевидения КХЛ перенесла ещё две гостевые встречи красно-белых в регулярном чемпионате, предшествовавшие этому дерби, а следовавший за ним матч РФПЛ «Спартак» — «Урал» был задержан на 10 минут для показа серии буллитов. Квалификация 17-го этапа чемпионата мира по автогонкам в классе «Формула-1» транслировалась 31 октября на «России-2», а сам Гран-при Мексики — 1 ноября уже на «Матч ТВ».
С 2016 года в период профилактических работ на канале «Матч ТВ» по всей России, которые проходили каждые три месяца в ночь со вторника на среду, затем с 2020 года с воскресенья на понедельник с 2:00 до 10:00 по московскому времени, с 16 мая 2025 года с четверга на пятницу с 2:00 до 17:00 по московскому времени на других каналах с 2х2. (с июля 2016 года — с 2:00 до 11:00 по московскому времени) — они были введены только с 20 января 2016 года по аналогии с «ТВ-6», «ТВС» и «Спорт»/«Россия-2» — также в один день с НТВ и «Культурой».
В январе 2016 года около половины комментаторов канала было выведено за штат, ряд известных спортивных журналистов прекратили сотрудничество с «Матч ТВ» (Василий Уткин, Владимир Стогниенко, Алексей Андронов, Кирилл Дементьев, Александр Елагин (ненадолго) и Александр Кузмак). Сокращения продолжались и в 2017 году, хотя пресс-служба телеканала пыталась это отрицать. Среди ушедших оказались и многие менеджеры, стоявшие у истоков создания канала. В дальнейшем с каналом также прекратили сотрудничать Мария Командная, Екатерина Кирильчева, Валерий Карпин, Роман Гутцайт.
В сентябре 2016 года телеканал отказался транслировать Паралимпиаду, куда не были допущены российские спортсмены. По словам Канделаки, решение оправдано «чувством собственного достоинства и уважением к стране».
Рейтинги телеканала по итогам первых месяцев работы оказались ниже, чем у «России-2». По данным интернет-издания Colta.ru, в конце 2015 года «Матч ТВ» был 19-м по популярности среди федеральных телеканалов. К концу 2016 года он продолжал уступать «России-2», доля мужской аудитории 25-59 лет составляла 3,2 %.
В мае 2017 года «Матч ТВ» подал судебные иски против сайта Sports.ru, обвиняя его в незаконной трансляции отрывков матчей Первенства Футбольной национальной лиги. В ответ Sports.ru 25 мая обвинил телеканал в заимствовании текстов и пригрозил встречным иском. По информации Василия Уткина, в рамках экономии средств или возможного недопуска россиян в августе 2017 года «Матч ТВ» не заказал студии и комментаторские позиции в Пхёнчхане, а для освещения Олимпиады 2018 года в Южную Корею поедут только корреспонденты. Все остальные комментаторы будут работать в Москве. В это же время правительство России решило выделить для «Матч ТВ» 1 млрд рублей на освещение Универсиады в 2019 году.
С октября 2017 года телеканал стал частью холдинга «ГПМ Развлекательное ТВ», наряду с тематическими каналами субхолдинга «Матч!» и сайтом Sportbox.ru (изначально в холдинг входили телеканалы «ТНТ», «ТВ-3», «Пятница!», «ТНТ4», «2x2», «Супер», продюсерские студии Comedy Club Production и «Гуд Стори Медиа»), которым руководит Артур Джанибекян. Бывший директор субхолдинга «Матч!» Дмитрий Гранов в результате перестановок стал исполнительным директором «Матч ТВ». Модель управления спортивным эфирным каналом была изменена для «оптимизации ключевых бизнес-процессов, сокращения затрат на управление и повышения операционной эффективности».
С ноября 2017 года на телеканале начались массовые увольнения, были упразднены несколько департаментов и служб вещателя (в частности, HR, финансовый, юридический, аналитический и программирования), функции которых перешли к «ГПМ Развлекательное ТВ».
В январе—марте 2018 года среднесуточная доля целевой аудитории «Матч ТВ» (мужчины 14-59 лет) составила по всей России, по данным Mediascope, 3,4 %.
С 2019 года с «Матч ТВ» ушли многие крупные футбольные турниры. Так, в апреле 2019 года стало известно, что Rambler Group выкупил у телеканала права на показ матчей Английской премьер-лиги со сроком на 3 года. С августа 2019 года по март 2022 года турнир был показан на видеосервисе Okko (входящий в Rambler), куда пригласили комментировать матчи АПЛ многих бывших сотрудников «Матч ТВ»: Владимира Стогниенко, Александра Елагина, Романа Гутцайта. Однако, с сезона 2022/2023 права на показ АПЛ вновь перешли к «Матч ТВ». Позднее с «Матч ТВ» на Okko ушли чемпионат Испании, Кубок Италии, Лига Наций, квалификации к Чемпионатам Европы 2024 и 2028 годов и к Чемпионату мира-2026
1 ноября 2019 года «Матч ТВ» сменил логотип, графическое оформление и слоган — «Телеканал „Матч!“ — Империя спорта». Также логотип во время рекламы перестал убираться. С этого же дня во время рекламы логотип становится белым и полупрозрачным без чёрного прямоугольника в качестве заднего фона (23 и 24 марта 2024 года надпись МАТЧ была серебристой без градиента).

### С 2020 года
С середины марта 2020 года в связи многочисленными отменами и переносами спортивных соревнований из-за сложившейся эпидемиологической обстановки в мире, канал стал заполнять свою сетку вещания большим количеством программ собственного производства (в том числе и студийными с гостями и экспертами) и повторами спортивных трансляций прошлых лет (например, лучшие матчи сборной России по футболу на крупных футбольных турнирах и их отборочных циклах, самые зрелищные матчи Еврокубков прошлых лет и т. д.). С учётом форс-мажорной ситуации телеканал в экстренном порядке приобрёл права на показ спортивных соревнований, не отменённых из-за коронавируса, таких как футбольные чемпионаты Австралии и Белоруссии (в том числе и кубок). Из-за этого рейтинги телеканала заметно снизились в два раза: так, 12 марта 2020 года телеканал в среднем смотрели 3,7 % зрителей-мужчин в возрасте 14-59 лет в городах России с населением более 100 000 человек (контакты именно с такими зрителями телеканал в первую очередь продаёт рекламодателям). При этом год назад 12 марта доля телеканала была 5,3 %. Похожее падение было и в другие дни. Средняя доля телеканала в период с 12 по 21 марта упала с 3,7 % год назад до 2 % в те же дни нынешнего года.
Также, российские печатные издания (как федеральные, так и региональные), предоставляющие программы телепередач в общие периоды с 23 марта по 12 апреля, с 15 по 21 июня и с 3 по 9 августа 2020 года не предоставили сетку вещания телеканала «Матч ТВ» из-за сложностей с составлением сетки вещания по тем же вышеуказанным причинам, вместо неё на данной позиции началась временная публикация программы других телеканалов. Например, в журналах «7 Дней» и «Антенна-Телесемь» вместо «Матч ТВ» публикуется программа телеканала «ОТР», в еженедельнике «Телек» — программа телеканала «Победа», а в еженедельнике «Комсомольская правда» и родственному ему журнале «Телепрограмма» — программа «Пятого канала». Еженедельник «Вечерняя Москва» был одним из единственных печатных изданий, который не стал дальше публиковать программу телеканала «Матч ТВ», так как в его столбце он был заменён телеканалом «ТВ-3».
6 ноября 2020 года в СМИ появилась информация о том, что главный продюсер телеканала Наталья Билан покинула занимаемый пост.
С февраля 2021 по октябрь 2022 года «Матч ТВ», в целях увеличения рейтингов, транслировал неспортивный контент — среди них автомобильный тележурнал «Главная дорога» (с НТВ), шоу «Танцы» (с ТНТ), а также различные сериалы (в основном, повторы с других телеканалов холдинга) и фильмы. Их показ позволил наращивать его целевую аудиторию.
В июне 2021 года у «Матч ТВ» возникли сложности с показом Евро-2020: так, в его эфире стали присутствовать только обзорные и аналитические программы, а сами трансляции (как в прямом эфире, так и в повторах) отсутствовали. Однако спустя пару дней была опубликована официальная информация о показе всех его матчей, 17 из которых — в прямом эфире. Также трансляции матчей этого же турнира на этом телеканале (по аналогии с другими телеканалами-вещателями) не были доступны для просмотра на сторонних сайтах и сервисах онлайн-телевидения по требованию правообладателей — они демонстрировались только на его сайте.
Помимо матчевых трансляций и привычных студийных эфиров из московской штаб-квартиры, во время проведения Евро-2020 в одном из принимавших его городов — Санкт-Петербурге — «Матч-ТВ» организовал работу выездной студии. Это была команда из 180 человек. Она ежечасно выдавала интерактив с места событий — рассказывала о событиях на поле «Газпром-арены», о настроениях болельщиков, околофутбольных городских пространствах. Само здание, где размещались журналисты «Матч ТВ», было отстроено специально под мероприятие и стало местом притяжения всех болельщиков. Собой оно представляло зеркальный мяч в виде космического корабля.
В августе 2021 года с телеканала ушёл комментатор Нобель Арустамян. Он объяснил этот шаг навязанным ему руководством телеканала интервью с футболистом «Ростова» Павлом Мамаевым, которое целиком оказалось посвящёно его бракоразводному процессу. После записи интервью журналист безуспешно пытался убедить руководство не размещать в эфире спортивного телеканала подобный контент, после чего написал заявление об уходе по собственному желанию. Следом с канала ушёл Денис Казанский. До этого, за первые шесть лет существования канал покинули более 15 комментаторов и журналистов, таких как Василий Уткин, Кирилл Дементьев, Роман Гутцайт, Геннадий Орлов, Валерий Карпин и другие.
В течение 2021 года планируется запуск собственного информационного агентства «Матч+» (гендиректором которого был назначен Василий Конов), а также пресс-центра. При этом создание радиостанции внутри экосистемы «Матч!» не планируется, так как, по заявлению генерального директора «Газпром-Медиа» Александра Жарова, этот процесс нерентабелен.
В сентябре 2021 года Тина Канделаки покинула пост генпродюсера канала, перейдя на должность заместителя гендиректора «Газпром-Медиа». Место Канделаки занял Александр Тащин, бывший главный редактор «Матч ТВ», отметившийся ранее в руководстве «России-2», «России-24» и Russia Today.
В октябре 2021 года стало известно, что сумма нового контракта канала с Российской премьер-лигой превышает 100 млн долларов за сезон.
Для распространения трансляции телеканала «Матч ТВ» и каналов «Первый канал», НТВ, «Пятый канал», «ТВ Центр» и «Карусель», в городах с численностью населения менее 100 000 человек, в декабре 2021 года власти выделили 7,954 млрд рублей.
С марта 2022 года с «Матч ТВ» из-за санкций в связи с вторжением России на Украину были разорваны контракты на показ множества спортивных соревнований: футбольные чемпионаты Франции, Нидерландов, Португалии и Шотландии, кубки Англии и Франции, матчи южноамериканского отбора на Чемпионат мира, а также чемпионат «Формулы-1» и различные международные соревнования, на которых не были допущены российские спортсмены. Английская Премьер-лига приостановила действие 6-летнего контракта с «Матч ТВ». Аудитория телеканала упала в шесть раз. Телеканал покинули Сергей Кривохарченко, Александр Шмурнов, Сергей Тараканов и Михаил Поленов. С середины июля 2022 года канал стал транслировать матчи Первой лиги (по 1 матчу в туре), права на которые он получил в феврале.
В октябре 2022 года было объявлено, что в новом телесезоне из сетки канала пропадут художественные фильмы и сериалы без спортивной составляющей. Также телеканал приобрёл права на эксклюзивный показ всех матчей чемпионата мира по футболу 2022, а позднее —  матчей Кубка и Суперкубка Испании, а также чемпионата Бразилии.
С февраля 2023 года, по решению генерального директора «Газпром-медиа» Александра Жарова, телеканал «Матч ТВ» прекратил выкладывание контента на «YouTube». В холдинге отметили, что строить долгосрочные деловые отношения с этой площадкой невозможно после блокировки YouTube-каналов «ТНТ» и «НТВ». Видеоконтент канала продолжает публиковаться на российском видеохостинге «Rutube».
В апреле 2024 года телеканал отстранил от эфира известного баскетбольного комментатора Владимира Гомельского после того как тот на одном из матчей Единой лиги ВТБ назвал игрока «Енисея» Дмитрия Сонько «полуфабрикатом, который ничего не умеет». Позднее Гомельский перешёл работать в «Okko».
В начале апреля 2024 года появилась информация, что «Матч ТВ», скорее всего, больше не будет транслировать Лигу чемпионов УЕФА и эти права получит видеосервис «Okko». Это объяснялось тем, что УЕФА отдал права без тендера казахстанской компании «Quest Media», с которой российскому спортивному телеканалу не удалось договориться. Сумма контракта, о котором идёт речь, может составлять около 30–35 млн евро за один сезон. 5 июля 2024 года информация о потере прав на показ еврокубков в России была подтверждена представителями канала.
В июле 2024 года телеканал выкупил у «Okko» права на показ чемпионата Испании по футболу на ближайшие 7 лет.

## Распространение
Телеканал «Матч ТВ» входит в перечень общероссийских обязательных общедоступных телеканалов и радиоканалов (пакет каналов РТРС-1) и является обязательным для распространения на всей территории Российской Федерации. На начало 2017 года сеть эфирного вещания телеканала охватывала более 1600 населённых пунктов России. Предполагаемый охват аудитории — 81 млн человек.
Версия канала в стандарте высокой чёткости (HD) доступна на платформах «НТВ-Плюс», «Континент ТВ», «Телекарта», «Триколор ТВ», а также у многих кабельных операторов.
25 января 2016 года в 6:00 по московскому времени произошёл ребрендинг спортивных телеканалов «НТВ-Плюс». Тогда же на частоте телеканала «НТВ-Плюс Спорт» была запущена международная версия «Матч ТВ» под названием «Матч! Планета». Её основной задачей является популяризация российского спорта посредством показа отечественных соревнований в прямом эфире в других странах. Трансляции собственного производства на телеканале «Матч! Планета» практически отсутствуют, так как у него нет прав на показ многих зарубежных состязаний. Поэтому там дублируются некоторые трансляции с остальных каналов субхолдинга. В сетку вещания международной версии «Матч ТВ» входят выпуски новостей, передачи «Ты можешь больше!», «Спортивный интерес», «Рио ждёт», «Анатомия спорта» и другие. На время проведения чемпионата мира по футболу 2018, который проходил в России, был запущен телеканал «Матч! Ультра» (заявлялось, что на этот период он заменит «Матч! Планету»), вещал с 12 июня по 16 июля, в «формате HD+», был доступен для абонентов «Ростелекома», на канале отсутствовала реклама.
Со 2 марта 2019 года аналоговое эфирное вещание «Матч ТВ» на некоторых частотах (в том числе и на 6 ТВК в Москве, где ранее вещали телеканалы ТВ-6, ТВС и «Спорт»/«Россия-2») было прекращено, вместо него начал вещание новый канал «Матч! Страна», посвящённый внутрироссийскому спорту.
Интернет-вещание осуществляется на официальном сайте «Матч ТВ», при этом с конца 2019 года количество программ, доступных для просмотра на любых платформах (включая сам сайт), было существенно ограничено. В сентябре 2021 года Александр Тащин рассказал о разрабатываемой каналом новой OTT-платформе.

## Экономика проекта
Общий бюджет создания телеканала не раскрывается, известны лишь некоторые его затраты. Так, на покупку частот у телеканала «Россия-2» холдинг «Газпром-Медиа» потратил 9,4 млрд рублей. На приобретение спортивных трансляций в 2016 году было потрачено 6,5 млрд рублей, окупить которые не удалось. Возможность транслировать три сезона Российской футбольной премьер-лиги (2015/16, 2016/17 и 2017/18) стоила холдингу около 4,8 млрд руб. На распространение аналогового сигнала «Матч ТВ» в городах с населением менее 100 тыс. человек Правительство России выделило «Газпром-Медиа» из федерального бюджета 850 миллионов рублей, сократив по сравнению с 2015 годом финансирование «Первого канала», информационного агентства ТАСС и телеканала RT. Ожидаемый срок выхода телеканала на самоокупаемость — три года.
В 2015 году выручка по РСБУ «Национального спортивного канала» составила почти 786 млн руб. при себестоимости всех работ 1,7 млрд руб (убыток от основной деятельности — 1,4 млрд руб., чистый убыток — 1,2 млрд руб.). В 2016-м убыток от основной деятельности превысил 2,9 млрд руб., чистый убыток составил 1,7 млрд руб. при выручке 13 млрд руб.; в 2017-м размер убытка сократился и составил 52 млн руб., но при этом снизилась и выручка — до 12,5 млрд руб.
В августе 2018 года в финансовом отчёте акционера «Газпром-Медиа» — банка «Газпромбанк» — было объявлено о выходе «Матч ТВ» на операционную безубыточность по итогам первого полугодия 2018 года. В ноябре 2018 года, в отчёте банка за третий квартал года, было заявлено о выходе проекта на самоокупаемость, что полностью соответствует бизнес-плану, разработанному на стадии подготовки проекта.
В июле 2021 года генеральный продюсер Тина Канделаки заявила, что годовой доход федерального канала составляет порядка 5 млрд рублей. Позднее эту цифру подтвердила генеральный директор сейлз-хауса «Газпром-медиа» Екатерина Веселкова. Она также отметила, что доля спонсорских контрактов «Матч ТВ» опережает весь рынок и составляет 75%.
В 2022 году итоговые финансовые показатели удалось улучшить за счёт эксклюзивной трансляции матчей Чемпионата мира по футболу. Финальный матч стал самой рейтинговой трансляцией в истории телеканала с долей почти 40% от всех смотрящих телевизор. Также появилась информация, что общая выручка от продажи прав на рекламу букмекерам составила рекордные 5 млрд рублей.
В сезоне-2022/23 РПЛ и телеканал заключили новый 4-летний контракт. Известно, что в сезоне-2023/24 Лига рассчитывала получить 7,2 млрд рублей от сотрудничества.

## Показатели
Согласно исследованию компании «Медиалогия», телеканал Матч ТВ находится на 3 месте в Топ―20 самых цитируемых СМИ спортивной отрасли за 2020 год.

## Критика
В августе 2021 года с телеканала ушёл комментатор Нобель Арустамян. Он объяснил этот шаг навязанным ему руководством телеканала интервью с футболистом «Ростова» Павлом Мамаевым, которое целиком оказалось посвящёно его бракоразводному процессу. После записи интервью журналист безуспешно пытался убедить руководство не размещать в эфире спортивного телеканала подобный контент, после чего написал заявление об уходе по собственному желанию.
В феврале 2022 года телеканал включил интершум во втором тайме полуфинального матча Россия — Украина чемпионата Европы по мини-футболу после кричалки украинских болельщиков «Путин — хуйло!». Случаи включения интершума из других матчей — для заглушения нецензурных выражений со стадиона — периодически имеют место и на других показываемых соревнованиях, в частности в трансляциях матчей чемпионата и кубка России по футболу. При этом, в период коронавирусных ограничений, когда матчи проходили без зрителей, и практика включения интершума обуславливалась иными соображениями (имитацией звукового сопровождения на пустом стадионе), на игре «Тамбов» — «Зенит» был включён интершум из матча «Зенита» против ЦСКА, где были слышны оскорбительные кричалки в адрес игрока «Зенита» Дзюбы.
В марте 2022 года Немецкая футбольная лига обратила внимание на расхождение телекартинки между передаваемым сигналом 25-го тура Бундеслиги и тем, что шёл на территории России. DFL перед 25-м туром сменила цветовую гамму логотипа лиги: в поддержку Украины фон из традиционного красного стал жёлто-синим, однако транслирующий Бундеслигу в России «Матч ТВ» демонстрировал в трансляциях логотип в традиционных цветах.
В марте 2022 года ведущий программы «Есть тема» Антон Анисимов пожелал сборной Польши провала на чемпионате мира по футболу 2022, назвав команду «мерзкими тварями». В мае в этой программе вывели в эфир постороннего человека, представив его Артёмом Дзюбой. В июне в ходе обсуждения журналист газеты «Аргументы и Факты» сравнил сборную Украины с танковой дивизией нацистской Германии, возглавляемой основателем концлагерей, сам ведущий программы Антон Анисимов вышел в эфир с фразой «Украина головного мозга» на полу декораций. Сам телеканал как этот матч, так и следующую за ней игру с Уэльсом не показывал. Из-за выпуска «Есть темы» про Евгения Савина под названием «Иуда из ютуба» линия обороны команды телеканала покинула команду перед  турниром Медиалиги.
В июле 2022 года из-за критики выпуска программы «Есть тема!» о Дарье Касаткиной и Андрее Рублёве от работы была отстранена ведущая телеканала Софья Тартакова, а Касаткина призналась в своей гомосексуальности.
В августе 2022 года заместитель генерального продюсера канала Василий Конов объявил, что телеканал не будет показывать игры украинских команд в Лиге Чемпионов под предлогом того, что не мы годами планомерно обесценивали тезис об отсутствии политики в спорте.

## Оценка деятельности
Болельщики делятся по видам спорта, и спортивное телевидение должно быть, по идее, устроено так, как это принято во всём мире: сначала вообще спортивное вещание, потом оно дробится по видам спорта. Я не могу назвать себя противником пакетных продаж, но, когда «Газпром-медиа» отдельно продаёт каналы, надо во главу угла ставить не прибыль, а доступность. Дайте цену на такие каналы, чтобы студент, получающий стипендию, мог себе позволить это удовольствие. И тот, кто любит, скажем, фигурное катание, должен иметь возможность подписаться на специализированный канал, который ему круглый год будет показывать фигурное катание безостановочно — в прямых телетрансляциях, в записи, в программах собственного производства. Было объявлено, что канал будет выходить в формате «24 часа в сутки», а значит, какие-то наиболее интересные трансляции можно будет повторять ночью или ранним утром. С утра, на мой взгляд, можно и про ГТО, и про зарядку, и про здоровый образ жизни. Как это получится, не знаю.— Владимир Гомельский

Нужно понимать, что если мы хотим побеждать в общем зачёте на Олимпийских играх, то медалеёмкие виды спорта необходимо пропагандировать, возводить их в ранг национальных видов. И телевидение — как раз то самое средство, которое может реализовать эту программу. Соревнования, которые проводятся в России, показывать нужно просто обязательно. В остальное время можно понять руководителей телеканалов, которые предпочитают более рейтинговые программы. Для показа менее популярных видов спорта нужны государственные субсидии.— Валентин Балахничёв

## Награды
- Победитель зрительского голосования национальной премии в области многоканального цифрового телевидения «Большая Цифра—2016» в номинации «Спортивный телеканал»[171].
- На конкурсе «ТЭФИ-2016» телеканал одержал победу в номинациях «Телевизионный проект о спорте» (документальный фильм «Фёдор Емельяненко. Путь на восток») и «Ведущий спортивной программы/спортивный комментатор» (работа Владимира Стогниенко на футбольном матче ЦСКА — «Спартак»), а генеральному продюсеру Тине Канделаки был вручён специальный приз за создание и запуск телеканала «Матч ТВ»[172][173]. В 2017 году телеканал получил две премии «ТЭФИ»: в номинации «Телевизионный проект о спорте» победителем стала программа «Александр Карелин. Поединок с самим собой»[174], а в номинации «Ведущий спортивной программы/спортивный комментатор» премия посмертно была присуждена Сергею Гимаеву за работу на матче молодёжного чемпионата мира по хоккею между сборными России и США[175].
- Победа в номинации «Спортивный проект года» премии «ТКТ Awards» на телерадиовещательном форуме-конференции, выставке телевизионного оборудования IBC 2016[176].
- Премия «Лучшие социальные проекты России-2017» в номинации «Поддержка спорта и здорового образа жизни» (за программу «Инспектор ЗОЖ»).
- Премия «Лучшие социальные проекты России-2018» в номинации «Образование, наука и спорт» (за реалити-шоу «Кто хочет стать легионером?»).